# Черкасский, Пётр Дмитриевич
Князь Пётр Дмитриевич Черкасский (1799—1852) — русский государственный деятель, симбирский гражданский губернатор (1849—1852), действительный статский советник.

## Биография
Из дворян Костромской губернии. Принадлежал к ветви князей Бековичей-Черкасских.
Родился 22 февраля 1799 г. Отец, князь Дмитрий Александрович Черкасский, коллежский асессор, мать Варвара Николаевна, урождённая Овцына.
17 февраля 1814 г. князь П. Д. Черкасский вступил в службу колонновожатый в свиту Его Императорского Величества по квартирмейстерской части. 30 августа 1815 г. произведён в прапорщики.
Совместно с декабристами И. И. Пущиным, А, П. Бакуниным, В. П. Зубковым, Б. К. Данзасом и др. князь П. Д. Черкасский состоял членом «Общества Семисторонней, или Семиугольной, звезды».
С 1824 года князь П. Д. Черкасский служил в Московской палате гражданского суда. В 1826—1831 гг. — советник 1-го департамента Московской гражданской палаты, состоял в звании камер-юнкера.
В 1840 году был назначен производителем дел в Канцелярии статс-секретаря у принятия прошений на Высочайшее имя.
В 1840-е гг. состоял почётным смотрителем Зарайских уездных училищ.
1 февраля 1849 г. «служащий в Комиссии прошений, в звании камергера, действительный статский советник князь Черкасский» был назначен Симбирским гражданским губернатором. 23 марта 1849 г. состоящий в должности Симбирского гражданского губернатора действительный статский советник Двора Его Императорского Величества камергер князь П. Д. Черкасский прибыл в Симбирск и вступил в должность. Вместе с князем на должность старшего чиновника особых поручений канцелярии симбирского губернатора прибыл Михаил Николаевич Островский, младший брат драматурга Александра Островского, будущий министр государственных имуществ.
Скончался, состоя на службе, 3 декабря 1852 г. Погребён в Санкт-Петербурге, на Лазаревском кладбище в Санкт-Петербурге (вместе с супругой). Надгробие князя П. Д. Черкасского, в виде ажурной чугунной часовенки в готическом стиле, сохранилось до настоящего времени.

## Семья
Жена — Марья Семёновна Аладьина (1801—1871). Дети: сыновья Семён, Дмитрий и дочь Мария, за бароном Фёдором Андреевичем Бюлером; сын барон Пётр Фёдорович (2.10.1856 г.р.).

## Награды
- Орден Святого Владимира 3-й степени (19 марта 1849 г.);
- Орден Святого Станислава 1-й степени (1 декабря 1851 г.);